# Percarina demidoffi
Percarina demidoffii là một loài cá thuộc họ Percidae. Nó được tìm thấy ở Moldova, Nga, và Ukraina.